# Riccardo Piferi
Riccardo Pìferi (Ravenna, 19 luglio 1954) è un autore televisivo, paroliere, regista teatrale e autore teatrale italiano.

## Biografia
Negli anni settanta è stato giornalista musicale, collaborando con Lato Side.
Per molti anni è stato collaboratore come paroliere di Enzo Jannacci, per cui ha curato anche le regie teatrali di alcuni spettacoli; con Jannacci ha scritto la sigla dell'edizione 1984 della Domenica Sportiva, Linea bianca.
Sempre con Jannacci scrive nel 1985 l'inno del Milan, Mi-mi-la-la-mi-mi-la-lan.
Ha poi lavorato con Paolo Rossi (in vari spettacoli, tra cui Il Circo di Paolo Rossi) e Lella Costa, ed è uno dei collaboratori della Smemoranda.

## Autore
- 2013 autore  “SALDI DI  FINE FUTURO” teatro D. Parassole
- 2013 autore  "MANCANZA DI IGNORANZA" teatro C. Batta
- 2013 autore   GLOB PORCELLUM Bertolino RAITRE
- 2012 docente seminario scrittura comica T. della Cooperativa
- 2012 autore  “Che tempo che fa”  Paolo Rossi RAI TRE
- 2012 autore “GLOB” Enrico Bertolino  RAI 3
- 2012 autore “ZELIG” Diego Parassole CANALE 5
- 2012 autore “ZELIG” Max Pisu e Claudio Batta CANALE 5
- 2012 autore “GLOB” Enrico Bertolino RAI TRE
- 2012 autore “ZELIG OFF” Max Pisu CANALE 5
- 2011 Docente seminario scrittura comica T. della Cooperativa
- 2011 autore “Favelas” TV Comedy Channel
- 2011 autore “I consumisti mangiano i bambini” D. Parassole T.Coop
- 2010 autore “Vieni via con me” P.Rossi RAI TRE
- 2010 autore “Che bio ce la mandi buona” teatro Diego Parassole
- 2010  autore/regista “Agrodolce” teatro  Claudio Batta
- 2009 autore/regista “Pianto tutto!”  teatro R. Pelusio
- 2009 autore/regista “Amnesie” teatro Max Pisu
- 2009 autore  “Costole” teatro  Leonardo Manera
- 2008 autore/regista “Dall'altra parte della strada” teatro G. De Angelis
- 2008 autore  “Sulla strada ancora” teatro P. Rossi
- 2008 autore  “Che tempo che fa”  RAI TRE
- 2007 autore “La situazione di mia sorella non è buona” RAI UNO con Adriano Celentano
- 2007 autore “Che tempo che fa” RAI TRE
- 2007 autore “Qui si sta come si sta” teatro P. Rossi
- 2007 autore “Second Italy”  SKY COMEDY CHANNEL
- 2007 autore “Stasera mi butto” RAI UNO
- 2007 autore “Apocalypse show” RAI UNO
- 2007 autore “Ale e Franz: buona la prima” ITALIA 1
- 2006 autore “Geppy Hours” SKYSHOW
- 2006 autore “Chiamatemi Kowalski 2” sp teatr PAOLO ROSSI
- 2006 autore “Rasoterra” Corsivo quot. SOLE 24 ORE
- 2006 autore “Attraversamento rane” Libro QUATTRORUOTE
- 2006 autore “Che tempo che fa” RAI TRE
- 2006 autore “Segnali di fumo” spett. teatrale BEPPE BRAIDA
- 2005 autore “Zelig Circus” CANALE5
- 2005 autore  “Rockpolitik/Celentano” RAI UNO
- 2005 autore  “Che tempo che fa'” RAI TRE
- 2005 autore  “IL signor Rossi e la costituzione” teatro P.ROSSI
- 2004 autore “Colorado Cafè Live” Italia Uno - I PAPU (Appi-Besa)

## Canzoni scritte da Riccardo Piferi
| Anno | Titolo                       | Interprete                                    | Autori del testo                                | Autori della musica             |
| ---- | ---------------------------- | --------------------------------------------- | ----------------------------------------------- | ------------------------------- |
| 1983 | Il maiale                    | Enzo Jannacci                                 | Riccardo Piferi e Enzo Jannacci                 | Enzo Jannacci e Roberto Colombo |
| 1983 | Obbligatorio                 | Enzo Jannacci                                 | Riccardo Piferi e Enzo Jannacci                 | Sergio Cossu                    |
| 1984 | Linea bianca                 | Enzo Jannacci                                 | Riccardo Piferi e Enzo Jannacci                 | Enzo Jannacci                   |
| 1984 | Vita e bottoni               | Maurizio Bassi e Enzo Jannacci                | Riccardo Piferi e Enzo Jannacci                 | Enzo Jannacci                   |
| 1985 | Sergej                       | Enzo Jannacci                                 | Riccardo Piferi e Enzo Jannacci                 | Enzo Jannacci                   |
| 1985 | L'orchestra                  | Enzo Jannacci                                 | Riccardo Piferi e Enzo Jannacci                 | Enzo Jannacci                   |
| 1985 | Juke-box                     | Enzo Jannacci                                 | Riccardo Piferi e Enzo Jannacci                 | Enzo Jannacci                   |
| 1985 | Mi-mi-la-la-mi-mi-la-lan     | Maurizio Bassi e Enzo Jannacci                | Riccardo Piferi e Enzo Jannacci                 | Enzo Jannacci                   |
| 1987 | Parlare con i limoni         | Mark Harris e Enzo Jannacci                   | Riccardo Piferi e Enzo Jannacci                 | Enzo Jannacci                   |
| 1987 | Futuro                       | Enzo Jannacci                                 | Riccardo Piferi                                 | Enzo Jannacci                   |
| 1987 | Poveri cantautori            | Enzo Jannacci                                 | Riccardo Piferi e Enzo Jannacci                 | Enzo Jannacci                   |
| 1987 | Senza parole                 | Mark Harris, Antonio Galbiati e Enzo Jannacci | Riccardo Piferi e Enzo Jannacci                 | Enzo Jannacci                   |
| 1987 | Souvenir                     | Enzo Jannacci                                 | Riccardo Piferi e Enzo Jannacci                 | Enzo Jannacci                   |
| 1992 | Hammamet                     | Matteo Ciavarella e Emanuele Dell'Aquila      | Riccardo Piferi, Lucia Vasini e Paolo Rossi     | Paolo Rossi                     |
| 1992 | Era meglio morire da piccoli | Savino Cesario e Emanuele Dell'Aquila         | Riccardo Piferi, Giampiero Solari e Paolo Rossi | Paolo Rossi                     |

## Libri
- Michelangelo Romano, Paolo Giaccio e Riccardo Piferi, Francesco De Gregori - Un mito, Lato Side, 1979